# Freistatt (Missouri)
Freistatt è un villaggio degli Stati Uniti d'America, situato nello Stato del Missouri, nella contea di Lawrence.